# J. H. Williams III
James H. Williams III (1965), normalment acreditat com a JH Williams III, és un dibuixant i dibuixant de còmics estatunidenc. És conegut pel seu treball en títols com Chase, Promethea, Desolation Jones, Batwoman i The Sandman: Overture.

## Carrera
Els primers treballs de Williams inclouen escriure a llapis la minisèrie de quatre números, Deathwish (1994–1995) de Milestone Media. Deathwish va ser escrit per Maddie Blaustein i entintat per Jimmy Palmiotti. Va ser un dels artistes de la sèrie limitada Shade que es va derivar de la sèrie Starman. Williams va guanyar protagonisme com a artista en el títol Chase de curta durada (deu números, 1997–1998) de DC Comics, on va treballar amb l'escriptor Dan Curtis Johnson. El personatge s'havia presentat anteriorment a Batman nº 550 (gener de 1998).
Williams va col·laborar amb l'entintant Mick Gray en dues novel·les gràfiques de DC d'Elseworlds, Justice Riders, escrita per Chuck Dixon, i Son of Superman, escrita per Howard Chaykin i David Tischman. El següent treball important de Williams va ser per America's Best Comics de WildStorm amb l'escriptor Alan Moore a Promethea (32 números, 1999–2005).
A mitjans de 2005, Williams i l'escriptor Warren Ellis van llançar la sèrie Desolation Jones, i Williams va il·lustrar els dos números de "subjetalllibres" del projecte Seven Soldiers de Grant Morrison. El 2007 va treballar amb Morrison en un altre projecte, una història de tres parts a Batman nº 667–669. Williams va dibuixar Jonah Hex nº 35 i ha manifestat el seu interès a fer-ne més, dient: "Certament vull fer més números o fins i tot una novel·la gràfica si es presenta l'oportunitat i el calendari". Williams es va convertir en l'artista habitual de Detective Comics amb l'escriptor Greg Rucka el juny de 2009, amb el títol centrat en el personatge de Batwoman de Rucka a causa de l'absència de Batman després de "Batman R.I.P." i Final Crisis. Williams va tornar com a artista i coguionista de la nova sèrie Batwoman, acompanyat pel coautor W. Haden Blackman. Batwoman va rebre un premi GLAAD Media en la categoria de "Llibre de còmics destacats" a la 23a edició dels premis GLAAD Media el juny de 2012.
El juliol de 2012, DC va anunciar que Williams seria l'artista de la sèrie de preqüeles Sandman de Neil Gaiman, The Sandman: Overture, que s'estrenaria el 30 d'octubre de 2013. Aquell mateix mes, en el marc de la San Diego Comic-Con, Williams va ser un dels sis artistes que, juntament amb els coeditors de DC Jim Lee i Dan DiDio, van participar en la producció de "Heroic Proportions", un episodi del reality de televisió de Syfy Face Off, en què els efectes especials tenien l'encàrrec de crear un nou superheroi, amb Williams i els altres artistes de DC de la mà per ajudar-los a desenvolupar les seves idees. El personatge de l'entrada guanyadora, Infernal Core d'Anthony Kosar, va aparèixer a Justice League Dark nº 16 (març de 2013), que es va publicar el 30 de gener de 2013. L'episodi es va estrenar el 22 de gener de 2013, com el segon episodi de la quarta temporada.
Tant Williams com Blackman van renunciar al títol de Batwoman el setembre de 2013 a causa de diferències amb les decisions editorials de DC.
El setembre de 2020, DC Comics va anunciar que Williams seria un dels creadors d'una sèrie d'antologia reviscuda de Batman: Black and White que debutaria el 8 de desembre de 2020. També va proporcionar la coberta variant.

### Treballs interiors
- Hero Alliance Quarterly #2–3 (amb Robert M. Ingersoll, Innovation, 1991–1992)
- Demonic Toys #1–4 (amb Doug Campbell, Eternity, 1992)
- The Twilight Zone #4 (amb Chuck Dixon, NOW, 1992)
- Blood Syndicate #9, 15 (with Ivan Velez Jr., Milestone, 1993–1994)
- Empires of Night #1 (amb Michael House, Rebel Studios, 1993)
- Showcase '93 #12: "The Colour of Courage" (amb Brian Augustyn, DC Comics, 1993)
- Raw Media Mags #4: "Empires of Night: Epilogue-Prologue" (amb Michael House, Rebel Studios, 1994)
- Deathwish #1–4 (amb Maddie Blaustein, Milestone, 1994)
- Guy Gardner: Warrior #26, 32 (amb Beau Smith, DC Comics, 1994)
- Judge Dredd #5–10, 12 (amb Andrew Helfer, Michael Avon Oeming i Dev Madan, DC Comics, 1994–1995)
- Wolverine Annual '95: "Lair of the N'Garai" (amb Larry Hama, Marvel, 1995)
- Underworld Unleashed: Abyss — Hell's Sentinel (amb Scott Peterson, one-shot, DC Comics, 1995)
- Batman (DC Comics, 1996–2007):
  - "Constant Whitewater" (amb Doug Moench, in #526, 1996)
  - "The Screams of the Green Dragon" (amb Doug Moench, in Annual #21, 1997)
  - "Chasing Clay" (amb Doug Moench and Kelley Jones, in #550, 1998)
  - "Suit of Evil Souls" (amb Doug Moench and Kelley Jones, in #551, 1998)
  - "The Island of Mister Mayhew" (amb Grant Morrison, in #667–669, 2007)
- Batman Black and White #1: "Weight" (DC Comics, 2020
- Batman: Legends of the Dark Knight (DC Comics, 1996–2005):
  - "Conspiracy" (with Doug Moench, in #86–88, 1996)
  - "Snow" (with Dan Curtis Johnson and Seth Fisher, in #192–196, 2005)
- Green Lantern #80: "Light in Darkness" (amb Ron Marz, DC Comics, 1996)
- The Flash Annual #9: "Silent Running" (amb Peter J. Tomasi, DC Comics, 1996)
- The Big Book of the Unexplained: "The Valentich Vanishing" (amb Doug Moench, Paradox Press, 1997)
- Justice Riders (amb Chuck Dixon, one-shot, DC Comics, 1997)
- Starman #26, Annual #1 (amb James Robinson, DC Comics, 1997)
- The Shade #2: "Rupert and Marguerite: 1865 & 1931" (with James Robinson, DC Comics, 1997)
- Green Lantern (amb James Robinson, one-shot, Tangent, 1997)
- Chase #1–9, 1 000 000 (amb Dan Curtis Johnson, DC Comics, 1997–1998)
- Uncanny X-Men #352: "In Sin Air" (amb Steven T. Seagle and various artists, Marvel, 1998)
- The Creeper #9: "Mental Block" (amb Dan Abnett i Andy Lanning, DC Comics, 1998)
- Chronos #1 000 000 (amb John Francis Moore, DC Comics, 1998)
- Tales of the Green Lantern (amb James Robinson, one-shot, Tangent, 1998)
- X-Man #46–47 (amb Terry Kavanagh, Marvel, 1998–1999)
- Son of Superman (amb Howard Chaykin and David Tischman, graphic novel, DC Comics, 1999)
- Promethea #1–32 (amb Alan Moore, America's Best Comics, 1999–2005)
- JLA #48: "Truth is Stranger" (amb Mark Waid i Bryan Hitch, DC Comics, 2000)
- Métal Hurlant #3: "Eucharist Sun" (amb Alejandro Jodorowsky i Kirk Anderson, Les Humanoïdes Associés, 2002)
- Hellboy: Weird Tales #5: "Love is Scarier than Monsters" (amb W. Haden Blackman, Dark Horse, 2003)
- DC Comics Presents: Mystery in Space #1: "Crisis on Two Worlds" (amb Elliot S! Maggin, DC Comics, 2004)
- Wild Girl #1–6 (amb Leah Moore, John Mark Reppion i Shawn McManus, Wildstorm, 2005)
- Seven Soldiers of Victory #0 i 1 (amb Grant Morrison, DC Comics, 2005–2006)
- Desolation Jones #1–6 (amb Warren Ellis, Wildstorm, 2005–2006)
- Detective Comics (DC Comics, 2006–2010):
  - "The Beautiful People" (amb Paul Dini, a #821, 2006)
  - "Elegy" (amb Greg Rucka, a #854–857, 2009)
  - "Go" (amb Greg Rucka, a #858–860, 2009–2010)
- Justice League of America #0 (amb Brad Meltzer, DC Comics, 2007)
- Jonah Hex #35: "A Crude Offer" (amb Justin Gray i Jimmy Palmiotti, DC Comics, 2008)
- Milestone Forever #1: "Hardware" (amb Dwayne McDuffie, Milestone, 2010)
- DC Universe: Legacies #2: "Snapshot: Reaction!" (amb Len Wein, DC Comics, 2010)
- Fables #100: "Celebrity Burning Questions" (amb Bill Willingham, Vertigo, 2010)
- Batwoman #0–24 (escriptor, amb W. Haden Blackman; també artista a #0-5, 13-17, DC Comics, 2010–2013)
- The CBLDF Presents Liberty Annual '11: "It's Not a Trick" (guió i dibuix, Image, 2011)
- The Sandman: Overture #1–6 (amb Neil Gaiman, Vertigo, 2013–2015)

### Treball de coberta
- Judge Dredd #11 (DC Comics, 1995)
- Steel #23 (DC Comics, 1996)
- The Flash #127 (DC Comics, 1997)
- Chronos #10 (DC Comics, 1999)
- Tripwire #10 (Tripwire, 1999)
- Magneto: Dark Seduction #3 (Marvel, 2000)
- X-Men Desclassified #1 (Marvel, 2000)
- Astra #3 (CPM Manga, 2001)
- Gambit & Bishop: Sons of the Atom # 1–6 (Marvel, 2001)
- The Titans #26-31 (DC Comics, 2001)
- Wolverine núm. 160–161, 166, 168–169, 175, anual 2001' (Marvel, 2001–2002)
- Deadpool #53 (Marvel, 2001)
- The Incredible Hulk #28, 33, anual 2001 (Marvel, 2001)
- Exiles #2 (Marvel, 2001)
- Star Wards: Starfighter – Crossbones # 1–3 (Dark Horse, 2002)
- Captain Marvel #27–30 (Marvel, 2002)
- Weapon X: The Draft : Agent Zero (Marvel, 2002)
- Weapon X: The Draft : Kane (Marvel, 2002)
- Weapon X: The Draft : Marrow (Marvel, 2002)
- Weapon X: The Draft : Sauron (Marvel, 2002)
- Weapon X: The Draft : Wild Child (Marvel, 2002)
- Inhumans #1–6 (Marvel, 2003)
- The Crew #1–6 (Marvel, 2003)
- Nightwing # 83–85 (DC Comics, 2003)
- Jeromy Cox's Vampyrates #1 (Bloodfire Studios, 2004)
- Brujo #1–4 (Marvel, 2004)
- JSA #65–67 (DC Comics, 2004–2005)
- Adventures of Superman #635–636 (DC Comics, 2005)
- The Roach #1–2 (Black Inc!, 2006)
- Rex Mundi #1 (Dark Horse, 2006)
- Crossing Midnight #1–19 (Vertigo, 2007–2008)
- Ambush Bug: Year None #1 (DC Comics, 2008)
- Crisi final: Superman Beyond #1–2 (DC Comics, 2008–2009)
- Detective Comics #861–863 (DC Comics, 2010)
- American Vampire #4 (Vertigo, 2010)
- Batman Beyond #1 (DC Comics, 2010)
- Wonder Woman #603 (DC Comics, 2010)
- Batman Incorporated # 1–5 (DC Comics, 2011)
- Static Shock Special #1 (DC Comics, 2011)

## Premis
- 2001 Premi Eisner al millor número senzill per Promethea #10 amb Alan Moore
- 2006 Premis Harvey al millor artista per Promethea
- Premi Eisner 2010 al millor artista de portada per a Detective Comics
- Premi Eisner 2010 al millor dibuixant/tintador per a Detective Comics
- Premi Inkwell 2012 a l'artista preferit conegut per entintar el seu propi treball a llapis per a Batwoman[22]
- Premi Eisner 2015 al millor pintor/artista digital

### Nominacions
- 2000:
  - Premi Eisner "Millor sèrie continuada" per Promethea amb Alan Moore[23]
  - Premi Eisner "Millor sèrie nova" per Promethea amb Alan Moore[23]
  - Premi Eisner "Millor equip de llapis/tintador" per Promethea amb Mick Gray[23]
  - Premi Eisner al "Millor número individual" per a Promethea #3 amb Alan Moore[23]
  - Premi Harvey "Millor sèrie nova" per Promethea amb Alan Moore, Mick Gray i Scott Dunbier[24]
- 2001:
  - Premi Eisner "Millor sèrie continuada" per Promethea amb Alan Moore
  - Premi Eisner al "Millor equip de llapis/entintador" per Promethea amb Mick Gray
  - Premi Harvey al "Millor artista" per a Promethea[25]
- 2003:
  - Premi Eisner "Millor artista de portada" per a Promethea[26]
  - Premi Eisner "Millor equip de llapis/entintador" per Promethea amb Mick Gray[26]
- 2004: "Millor sèrie continuada o limitada" Harvey Award per Promethea amb Alan Moore[27]
- 2006:
  - Premi Eisner "Millor sèrie nova" per Desolation Jones amb Warren Ellis[28]
  - Premi Eisner al "Millor dibuixant/entintador" per a Promethea, Desolation Jones[26]
  - Premi Eisner al "Millor disseny de publicació" per a Promethea #32 amb Todd Klein[28]
  - Premi Eisner "Millor història serialitzada" per Desolation Jones amb Warren Ellis[28]
  - Premi Eisner al "Millor número individual o one-shot" per Promethea #32 amb Alan Moore[28]
- 2010:
  - Premi Harvey "Millor artista" per a Detective Comics[29]
  - Premi Harvey "Millor artista de portada" per a Detective Comics[29]